# Пельплин
Пельплин (пол. Pelplin)  —  город  в Польше, входит в Поморское воеводство,  Тчевский повят.  Имеет статус городско-сельской гмины. Занимает площадь 4,45 км². Население — 8578 человек (на 2004 год).

## История
История померанского города Пельплин тесно связана с орденом цистерцианцев. Они получили небольшое селение на севере Польши в дар от местного герцога Мшчуя II в 1274 году. Монахи построили тут аббатство, которое процветало на протяжении многих веков. Имеются записи в исторической хронике о посещении в 1677 году цистерцианского монастыря в Пельплине польским королём Яном III Собеским. А пятьюдесятью годами ранее в Пельплине оказался шведский король Густав Адольф, который много времени провел в монастырском костёле, наслаждаясь картинами авторства Германа Хана: «Коронацией Девы», «Видением святого Бернарда» «Поклонением пастухов». Начало XIX века ознаменовалось для Пельплина несколькими важными событиями: во-первых, он получил статус епархии Хелмно, во-вторых, тут открывается духовная семинария и «Коллегиум Марианум» — школа при местном монастырском костёле. Однако Пельплин всё ещё продолжал считаться деревней. Городские права он получил только в 1931 году.
Монастырь сохранился до наших дней. При нём открыта трехнефная базилика Успения Пресвятой Девы Марии. Она была построена в XIII столетии, потом несколько раз расширялась и реконструировалась. Последний ремонт состоялся в 1894—1899 годах. С южной стороны к собору прилегает главный корпус старого готического монастыря. Внутренний дворик аббатства окружён открытыми галереями. В монастыре хранятся полотна XV века и образы, созданные А. Стехом и его соратниками в конце XVII столетия. Ещё один местный древний костёл освящён во имя Тела Христового. Он был возведён в 1417 году, а во II половине XVII столетия был превращён в приходской храм для жителей деревень, расположенных вокруг Пельплина. В городе также работает Епархиальный музей, где представлена богатая коллекция предметов готического искусства, в том числе и Библия Гуттенберга.